# Швабица (ТВ филм из 1980)
„Швабица” је југословенски ТВ филм из 1980. године. Режирао га је Рајнер Волфхарт а сценарио је написао Мило Дор по делу Лазе Лазаревића.

## Улоге
| Глумац             | Улога                      |
| ------------------ | -------------------------- |
| Франо Ласић        | Миша                       |
| Регина Ламстер     | Швабица                    |
| Горан Султановић   | Коста, пријатељ Мишин      |
| Љиљана Крстић      | Госпођа Јула, мајка Мишина |
| Горица Поповић     | Сестра Мишина              |
| Љубомир Ћипранић   |                            |
| Иван Хајтл         | Трифун                     |
| Петар Лупа         |                            |
| Предраг Милинковић |                            |
| Стеван Шалајић     |                            |
| Миле Станковић     |                            |